# Deisswil bei Münchenbuchsee
Deisswil bei Münchenbuchsee est une commune suisse du canton de Berne, située dans l'arrondissement administratif de Berne-Mittelland.

## Toponymie
La plus ancienne occurrence du toponyme, Teiswile, date de 1263. Il connaît par la suite plusieurs variations : Teizwile (1264), Theswile (1270), Theisewile (1271) et Tiezwile (1274). Le préfixe correspond probablement au nom d'une personne en vieux haut-allemand (Deizo ou Dagizo), tandis que le suffixe -wile (cf. latin villa) désigne une ferme ou un domaine.
Deisswil signifie donc la ferme de Deizo/Dagizo.
La précision bei (près) Münchenbuchsee est plus récente et visait à distinguer administrativement la commune de la localité de Deisswil bei Stettlen (de).

## Héraldique
Coupé de gueules et d'argent, à un demi-moulin d'or mouvant de la partition,. (trad.)

## Géographie
Le petit village de Deisswil bei Münchenbuchsee se trouve à 10 km à vol d'oiseau au nord de Berne, sur le Plateau bernois, à 530 m d'altitude.
Le territoire de la commune s'étend sur 2,1 km2, à l'extrémité nord de la vallée du Moossee. Au sud, il suit la route principale qui relie Urtenen-Schönbühl à Schüpfen. De là, il se poursuit au nord dans la vallée de 1 km de large du Moossee pour se terminer dans les collines partiellement boisées du plateau de Rapperswil, sur les deux versants du ruisseau Woolibach, un affluent de l'Urtenen. À l'ouest de cette petite vallée, aussi appelée Urtegraben, se trouve le point culminant de la commune, le Hintel (581 m). À l'est, la petite vallée est flanquée par le Mosenberg (561 m) et l'Aspi (580 m).
En 2004, la commune comptait 60,7 % de surfaces agricoles, 25,7 % de surfaces boisées, 13,6 % de surfaces d'habitat et d'infrastructures et 0 % de surfaces improductives.
Les communes limitrophes sont Zuzwil, Jegenstorf, Wiggiswil, Münchenbuchsee et Rapperswil.

## Démographie
Deisswil bei Münchenbuchsee compte 86 habitants (état le 31 décembre 2018), ce qui la classe parmi les communes les moins peuplées du canton de Berne. Depuis 1850, la population a oscillé entre 72 (1970) et 129 (1900) personnes. De 1900 à 1970, elle a diminué de plus de 40 %, mais s'est stabilisée depuis.
En 2018, la commune recensait 2,3 % d'étrangers.
En 2000, 98,9 % de la population indiquait l'allemand comme langue principale et 1,1 % le serbo-croate.

## Politique
Deisswil bei Münchenbuchsee est gouvernée par une Assemblée communale (Gemeindeversammlung) et un Conseil communal (Gemeinderat) de 5 membres.
Lors de l'élection de 2019 au Conseil national (les résultats de Deisswil bei Münchenbuchsee sont mis en commun avec ceux de Wiggiswil), l'UDC a obtenu 51,4 % des voix, le PBD 9,7 %, les Vert'libéraux 8,5 %, le PLR 7,8 %, les Verts 7,6 %, le PS 6,2 %, le PEV 4,0 %, le Parti pirate 1,2 %, l'UDF 0,9 % et le PDC 0,5 %.

## Économie
Jusque dans la seconde moitié du XXe siècle, Deisswil bei Münchenbuchsee était un village largement agricole. Aujourd'hui (état le 31 décembre 2017) la commune compte 208 emplois : 8,2 % de la population active travaille encore dans le secteur primaire (cultures et production laitière), 71,1 % des actifs travaillent dans le secteur secondaire, notamment pour une gravière et depuis 2017, un grand transformateur de viande, tandis que le secteur tertiaire (services) rassemble 20,7 % de la main-d’œuvre. Quelques résidents actifs sont des pendulaires qui travaillent principalement à Münchenbuchsee dans l'agglomération de Berne.

## Transports
La commune est facilement accessible depuis la route principale qui relie Urtenen-Schönbühl à Schüpfen. La sortie la plus proche de l'autoroute A6 (Berne-Bienne) se trouve à environ 3 km du centre du village.
Deisswil bei Münchenbuchsee ne compte aucune gare ni arrêt de bus : les plus proches se trouvent à Münchenbuchsee.

## Histoire
Au Moyen Âge, Deisswil bei Münchenbuchsee est sous la suzeraineté des comtes de Kybourg. Au XIIIe siècle, la seigneurie foncière revient à la commanderie des chevaliers de l'ordre de Saint-Jean à Münchenbuchsee. À partir de 1406, Deisswil bei Münchenbuchsee est sous la suzeraineté de Berne, puis passe au bailliage de Münchenbuchsee après la sécularisation de la commanderie en 1528 (conséquence de la Réforme). Après la chute de l'Ancien Régime (1798), Deisswil bei Münchenbuchsee dépend du district de Zollikofen pendant la République helvétique, puis du bailliage de Fraubrunnen à partir de 1803 (date de l'Acte de Médiation), lequel devient un district administratif avec la nouvelle constitution de 1831.
Les villages de Deisswil bei Münchenbuchsee et de Wiggiswil, qui formaient déjà une commune scolaire depuis 1802, fusionnent politiquement en 1832, puis se séparent de nouveau en 1847. Les autorités cantonales prévoyaient à nouveau une fusion pour 1915, mais le projet a échoué devant la résistance des deux communes. Le drainage et l'amélioration foncière de la vallée du Moossee qui a lieu de 1917 à 1920 et de 1971 à 1984 permet de gagner de précieuses terres cultivables. Pendant la Seconde Guerre mondiale, le restaurant de la Moospinte servit un temps de lieu de rencontre secret au général Guisan.
Aujourd'hui, Deisswil bei Münchenbuchsee et Wiggiswil ont une administration commune et collaborent étroitement avec leur grande voisine Münchenbuchsee.

## Patrimoine
Comptant d'impressionnantes fermes des XVIIIe et XIXe siècles caractéristiques du style bernois, Deisswil bei Münchenbuchsee constitue un site construit d'importance nationale à protéger.
Voir également la Liste des constructions présentant un intérêt historique ou architectural à Deisswil bei Münchenbuchsee (de).